# Barry Venison
Barry Venison (ur. 16 sierpnia 1964 w Consett) – piłkarz angielski grający na pozycji prawego obrońcy. W swojej karierze rozegrał 2 mecze w reprezentacji Anglii.

## Kariera klubowa
Swoją karierę piłkarską Venison rozpoczął w klubie Sunderland. W 1981 roku awansował do kadry pierwszego zespołu. 10 października 1981 w przegranym 0:2 wyjazdowym meczu z Notts County. W sezonie 1982/1983 stał się podstawowym zawodnikiem Sunderlandu. W sezonie 1984/1985 dotarł z Sunderlandem do finału Pucharu Ligi Angielskiej. Wystąpił w nim, jednak Sunderland uległ 0:1 Norwich City. W tym samym sezonie Sunderland spadł do Division Two. W Sunderlandzie Venison występował do końca sezonu 1985/1986.
Latem 1986 roku Venison odszedł z Sunderlandu do Liverpoolu. W Liverpoolu swój ligowy debiut zaliczył 23 sierpnia 1986 w wygranym 2:1 wyjazdowym meczu z Newcastle United. W 1986 roku osiągnął swój pierwszy sukces z Liverpoolem, gdy zdobył Tarczę Wspólnoty. Po to trofeum sięgał także w latach 1988, 1989 i 1990. Wraz z Liverpoolem wywalczył też dwa tytuły mistrza Anglii w sezonach 1987/1988 i 1989/1990. W sezonie 1988/1989 zdobył z Liverpoolem Puchar Anglii.
Latem 1992 roku Venison przeszedł z Liverpoolu do Newcastle United. Zadebiutował w nim 15 sierpnia 1992 w wygranym 3:2 domowym meczu z Southend United. W sezonie 1992/1993 wywalczył z Newcastle awans z Division One do Premier League. W sezonie 1993/1994 pełnił funkcję kapitana Newcastle. W Newcastle występował do końca sezonu 1994/1995.
W 1995 roku Venison został zawodnikiem Galatasaray SK. Kosztował 750 tysięcy funtów. W tureckiej lidze swój debiut zanotował 14 października 1995 w zwycięskim 4:2 domowym meczu z İstanbulsporem. W Galatasaray grał do października 1995.
W październiku 1995 Venison wrócił do Anglii i został piłkarzem Southampton FC. Zadebiutował w nim 28 października 1995 w zwycięskim 2:1 wyjazdowym meczu z Wimbledonem. W Southampton występował do końca swojej kariery, czyli do 1997 roku.
| Sezon   | Klub             | Kraj   | Rozgrywki      | Mecze | Bramki |
| ------- | ---------------- | ------ | -------------- | ----- | ------ |
| 1981/82 | Sunderland       | Anglia | Division One   | 20    | 1      |
| 1982/83 | Sunderland       | Anglia | Division One   | 37    | 0      |
| 1983/84 | Sunderland       | Anglia | Division One   | 41    | 0      |
| 1984/85 | Sunderland       | Anglia | Division One   | 39    | 1      |
| 1985/86 | Sunderland       | Anglia | Division Two   | 36    | 0      |
| 1986/87 | Liverpool        | Anglia | Division One   | 33    | 0      |
| 1987/88 | Liverpool        | Anglia | Division One   | 18    | 0      |
| 1988/89 | Liverpool        | Anglia | Division One   | 15    | 0      |
| 1989/90 | Liverpool        | Anglia | Division One   | 25    | 0      |
| 1990/91 | Liverpool        | Anglia | Division One   | 6     | 0      |
| 1991/92 | Liverpool        | Anglia | Division One   | 13    | 1      |
| 1992/93 | Newcastle United | Anglia | Division One   | 44    | 0      |
| 1993/94 | Newcastle United | Anglia | Premier League | 36    | 1      |
| 1994/95 | Newcastle United | Anglia | Premier League | 28    | 1      |
| 1995/96 | Galatasaray SK   | Turcja | Süper Lig      | 8     | 0      |
| 1995/96 | Southampton      | Anglia | Premier League | 22    | 0      |
| 1996/97 | Southampton      | Anglia | Premier League | 2     | 0      |

## Kariera reprezentacyjna
W latach 1982–1986 Venison rozegrał 10 meczów w reprezentacji Anglii U-21. W dorosłej reprezentacji zadebiutował 7 września 1994 w wygranym 2:0 towarzyskim meczu ze Stanami Zjednoczonymi, rozegranym w Londynie. 29 marca 1995 w sparingu z Urugwajem (0:0) rozegrał swój drugi i ostatni mecz w kadrze narodowej.
| Mecze i gole w reprezentacji | Mecze i gole w reprezentacji | Mecze i gole w reprezentacji | Mecze i gole w reprezentacji | Mecze i gole w reprezentacji | Mecze i gole w reprezentacji | Mecze i gole w reprezentacji |
| #                            | Data                         | Stadion                      | Rywal                        | Wynik                        | Gol                          | Rozgrywki                    |
| 1994                         | 1994                         | 1994                         | 1994                         | 1994                         | 1994                         | 1994                         |
| ---------------------------- | ---------------------------- | ---------------------------- | ---------------------------- | ---------------------------- | ---------------------------- | ---------------------------- |
| 1.                           | 07.09.1994                   | Londyn, Anglia               | Stany Zjednoczone            | 2:0                          | 0                            | towarzyski                   |
| 1995                         |                              |                              |                              |                              |                              |                              |
| 2.                           | 29.03.1995                   | Londyn, Anglia               | Urugwaj                      | 0:0                          | 0                            | towarzyski                   |